# Oldřiš (Krouna)

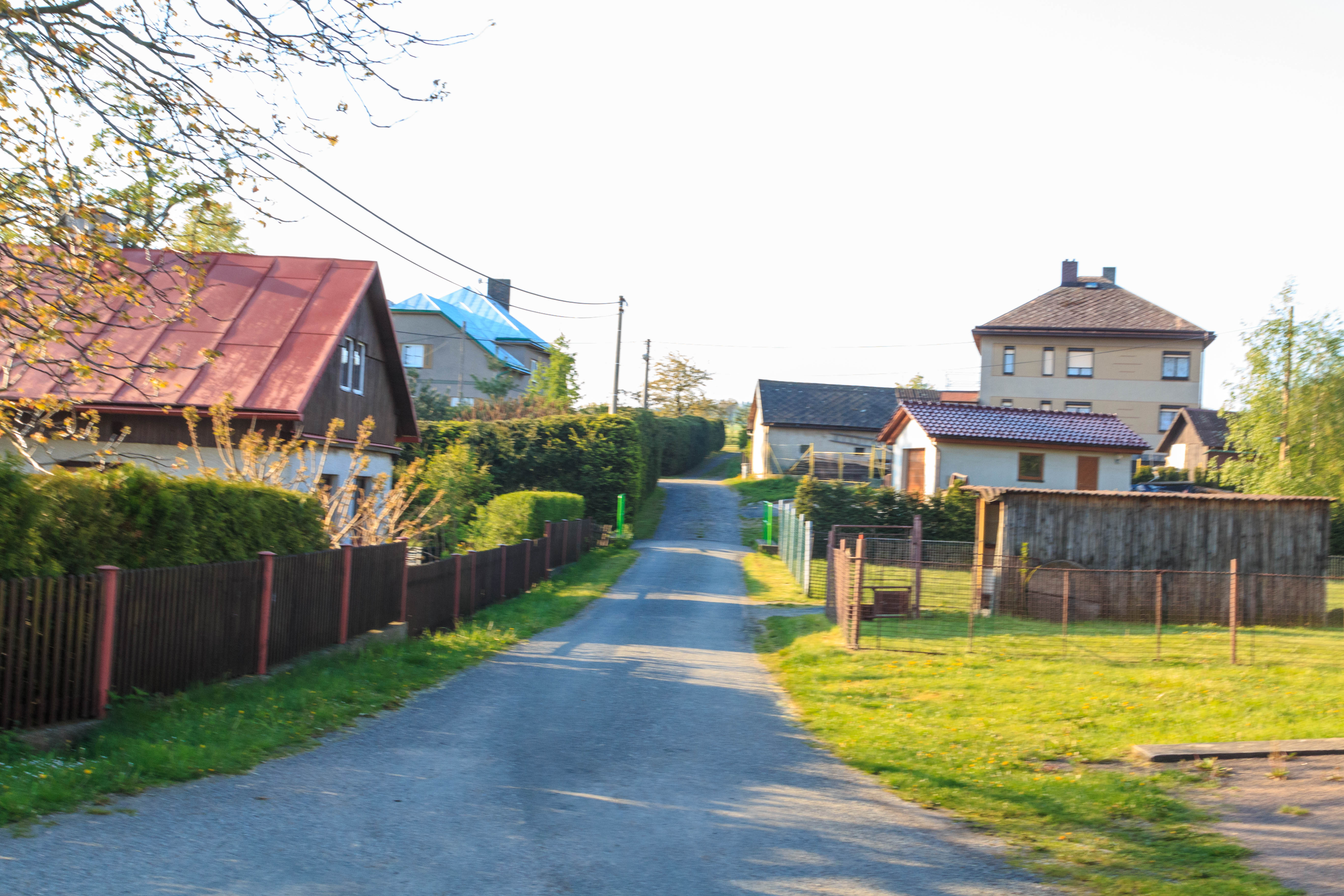
Ortsansicht

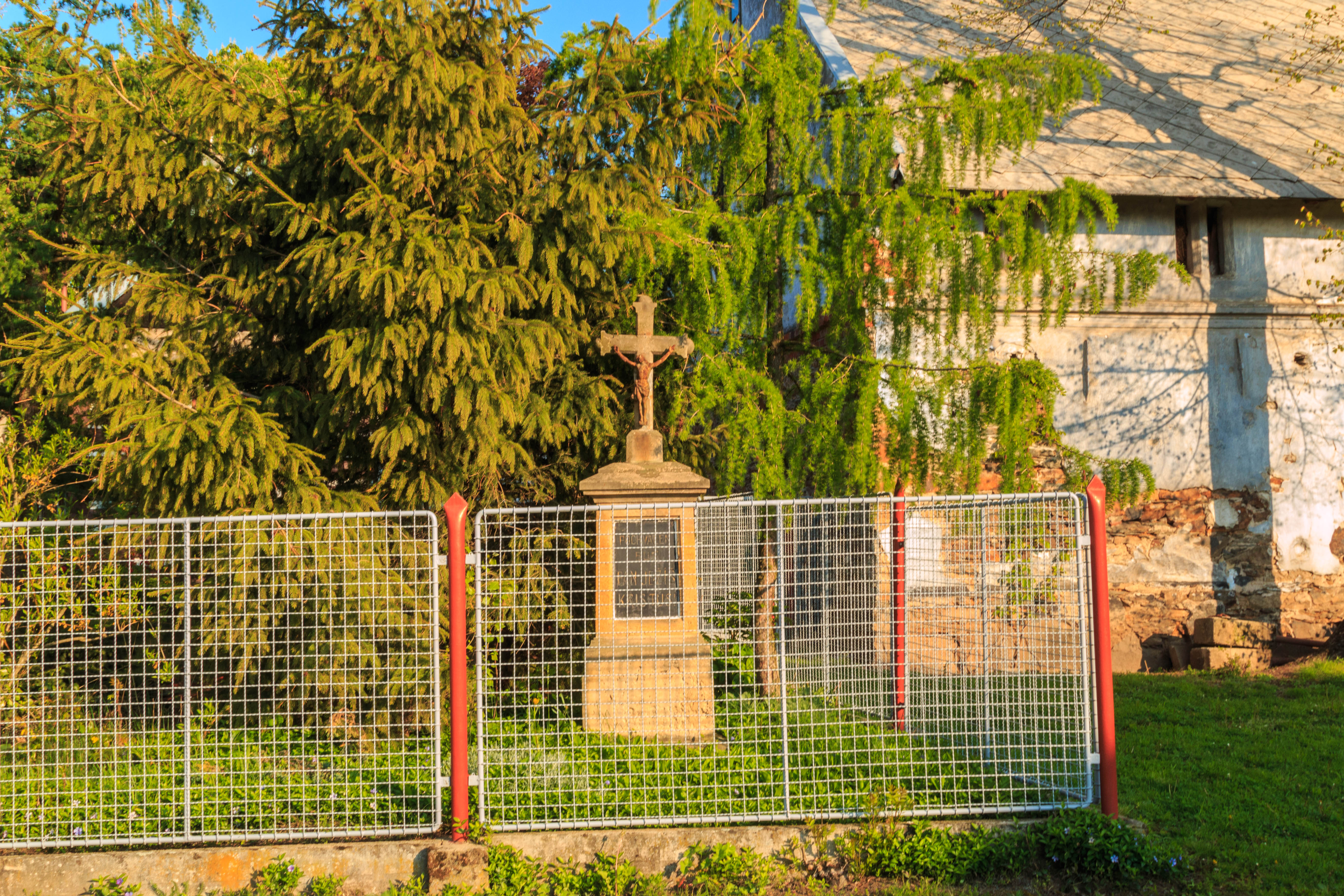
Kreuz

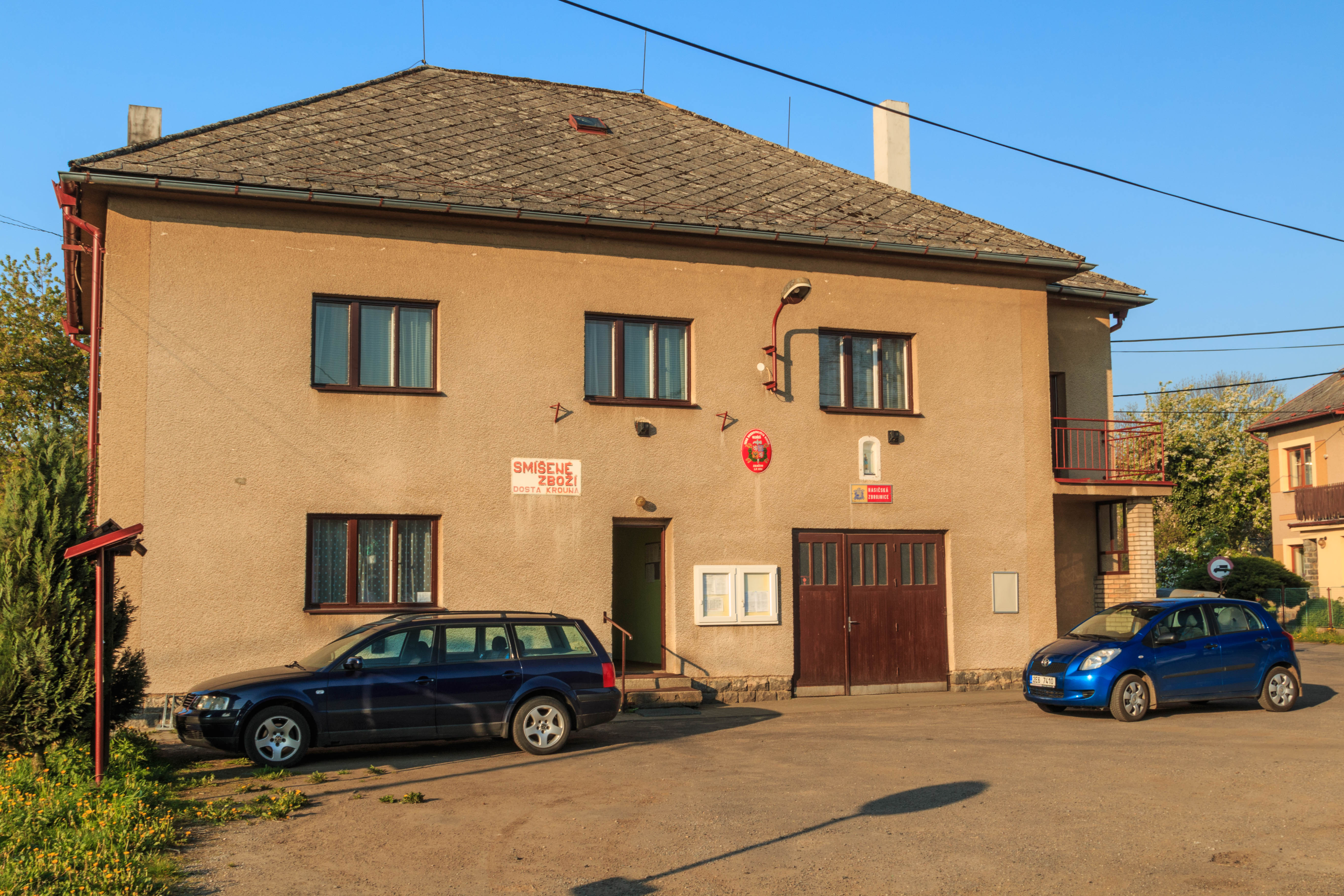
Dorfladen

Oldřiš (deutsch Woldrisch, 1939–45 Oldris) ist ein Ortsteil der Gemeinde Krouna in Tschechien. Er liegt acht Kilometer nordöstlich von Hlinsko und gehört zum Okres Chrudim.

## Geographie
Oldřiš befindet sich in den nördlichen Ausläufern der Saarer Berge (Žďárské vrchy) am Oberlauf des Baches Žejbro. Südlich des Dorfes verläuft die Staatsstraße I/34 zwischen Hlinsko und Polička tangiert, dahinter erstreckt sich das Landschaftsschutzgebiet CHKO Žďárské vrchy. Südöstlich von Oldřiš entspringen der Žejbro und der Kotelský potok. Im Süden erheben sich der Kořenný kopec (667 m n.m.) und der Na Bahnech (663 m n.m.), westlich der Kladenský kopec.
Nachbarorte sind Radčice, Dolívka, Lešany, Hesiny und Spálená Sázka im Norden, Miřetín und Otradov im Nordosten, Krouna im Osten, Fortna und Humperky im Süden, Dědová im Südwesten, Kladno im Westen sowie Vojtěchov und Pokřikov im Nordwesten.

## Geschichte
Die erste urkundliche Erwähnung des Dorfes erfolgte 1392 in der Landtafel, als Smil Flaška von Pardubitz die Richenburg mit den zugehörigen 62 Dörfern an Otto von Bergow und Boček II. von Podiebrad übergab.
Im Jahre 1835 bestand das im Chrudimer Kreis gelegene Rustikaldorf Woldřiš aus 36 Häusern, in denen 199 Personen lebten.  Pfarrort war Krauna. Bis zur Mitte des 19. Jahrhunderts blieb Woldřiš der Herrschaft Richenburg untertänig.
Nach der Aufhebung der Patrimonialherrschaften bildete Voldříš ab 1849 eine Gemeinde im Gerichtsbezirk Skutsch. Ab 1868 gehörte die Gemeinde zum politischen Bezirk Hohenmauth. 1869 hatte Voldříš 183 Einwohner und bestand aus 38 Häusern. Im Jahre 1880 lebten in Voldříš 210 Personen, 1910 waren es 191. Seit 1924 wird Oldřiš als amtlicher Gemeindename verwendet. 1930 hatte Oldřiš 227 Einwohner. 1949 wurde die Gemeinde dem Okres Hlinsko zugeordnet, seit 1961 gehört sie zum Okres Chrudim. Am 1. Januar 1976 erfolgte die Eingemeindung nach Krouna. Beim Zensus von 2001 lebten in den 40 Häusern von Oldřiš 113 Personen.
Bei Oldřiš gab es einen Schieferbruch, in dem auch rotes und braunes Eisenerz vorkam. Bis zur Mitte des 20. Jahrhunderts stand in Oldřiš die älteste Ulme des Pardubický kraj.

## Ortsgliederung
Der Ortsteil bildet den Katastralbezirk Oldřiš u Hlinska.

## Sehenswürdigkeiten
- Gezimmerte Häuser in Volksbauweise
- Gedenkstein für den bei einem Flugzeugabsturz verstorbenen Kapitán Alfréd Soukup († 1929), an der Straße nach Pokřikov
- Gusseisernes Kreuz